# San José Cuamanco
San José Cuamanco är en ort i Mexiko.   Den ligger i kommunen Vicente Guerrero och delstaten Puebla, i den sydöstra delen av landet, 230 km sydost om huvudstaden Mexico City. San José Cuamanco ligger 2 390 meter över havet och antalet invånare är 359.
Terrängen runt San José Cuamanco är lite bergig, och sluttar söderut. Runt San José Cuamanco är det ganska tätbefolkat, med 149 invånare per kvadratkilometer. Närmaste större samhälle är Ajalpan, 14,0 km sydväst om San José Cuamanco. Omgivningarna runt San José Cuamanco är en mosaik av jordbruksmark och naturlig växtlighet.